# Lieb & Teuer

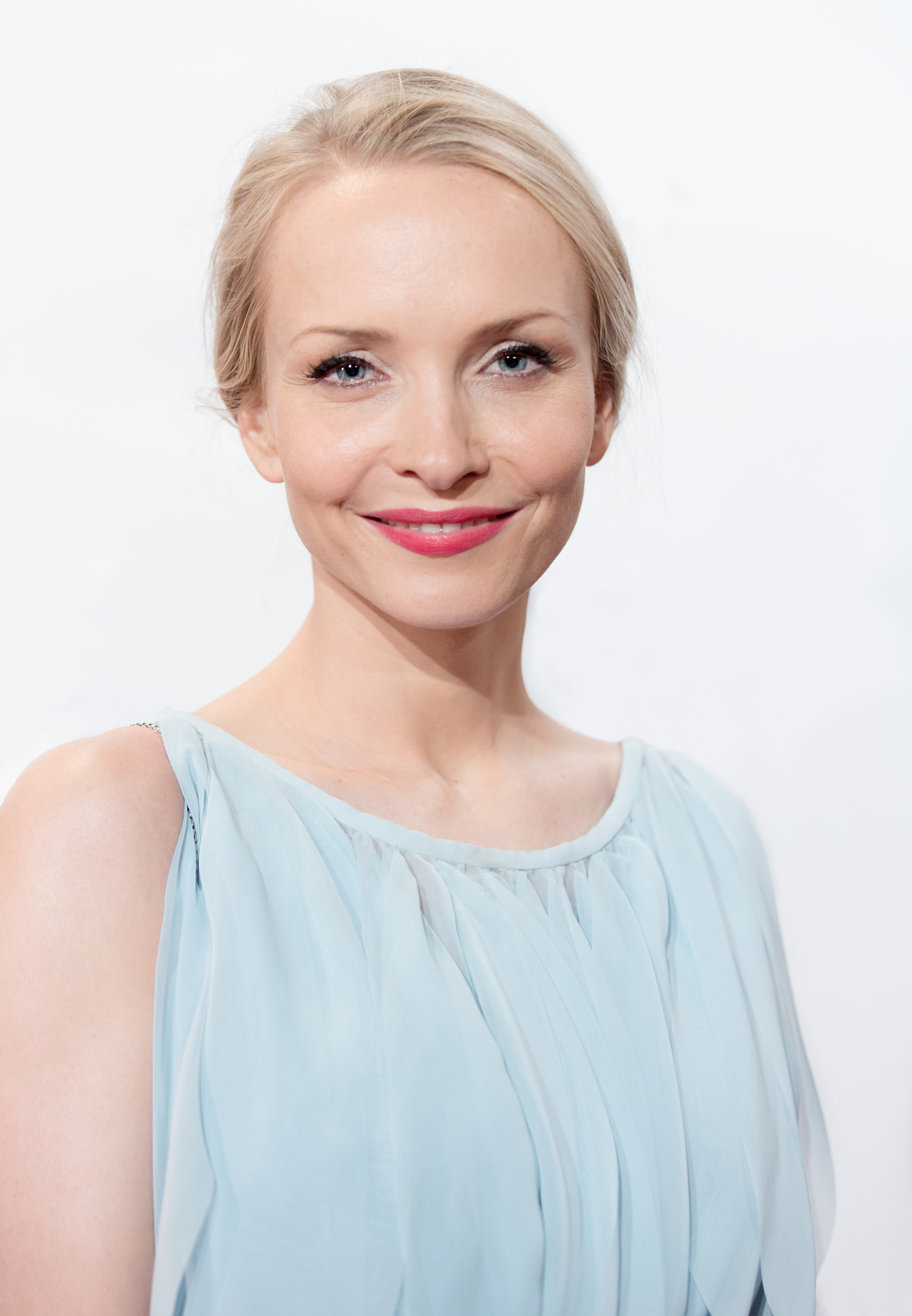
Moderatorin Janin Ullmann, 2016

Lieb & Teuer, auch lieb & teuer, war eine erstmals am 11. März 2001 ausgestrahlte Kunst- und Antiquitätenshow des NDR, die sonntags ab 16 Uhr vom NDR Fernsehen und Radio Bremen TV gesendet wurde. Montags ab 6 Uhr 50 wurde die sonntags gezeigte Folge der Sendung wiederholt gezeigt. Vorangegangene Folgen sind zudem eine Zeit lang in der Mediathek des NDR und der ARD Mediathek aufrufbar. Am 8. Mai 2020 wurde bekannt, dass die Sendung den Sparmaßnahmen des NDR-Intendanten Joachim Knuth zum Opfer fallen würde. Die letzten Aufzeichnungen der Sendung fanden Mitte September 2020 statt. Nach fast 500 Ausgaben wurde am 7. Februar 2021 die letzte Folge ausgestrahlt.

## Vorgeschichte
Am 1. und 11. Juni 2000 strahlte N3 zwei Folgen einer Sendung mit dem Namen Lieb und teuer aus, die von Caren Miosga moderiert wurde und in der Pinneberger Drostei gedreht wurde. Dorthin hatte der NDR Menschen aus Norddeutschland eingeladen, Stücke, die ihnen „Lieb und teuer“ sind, von Experten aus norddeutschen Museen und Auktionshäusern begutachten zu lassen. Es wurde zudem von den Experten der jeweilige Wert geschätzt, während die Gäste wiederum erzählten, wie sie an ihre Stücke gekommen sind. Noch im selben Jahr entschloss sich der NDR, eine Kunst- und Antquitätenshow gleichen Formats unter dem gleichen, kleingeschriebenen Titel lieb & teuer zu produzieren. Die erste Moderatorin der Sendung war Susanne Reimann.
Vergleichbare Sendungen sind unter anderen Antiques Roadshow der BBC (seit 1979), Kunst + Krempel des BR (seit 1985), echt antik?! des SWR (2006–2008) und Bares für Rares (seit 2013), wobei beim Dokutainment Bares für Rares die Versteigerung an einen von nur fünf Händlern eine große Rolle spielt. In der Sendung Lieb & Teuer spielt der Verkauf kaum eine Rolle, weil darin nichts ge- oder verkauft wird.

## Produktion
Im Vorfeld zu geplanten Folgen der Sendung lädt der NDR jeweils in einer anderen Stadt zu kostenlosen Kunstsprechstunden ein, die zugleich die Castings zu den Folgen sind. Interessierte lassen dort von Experten ihre Erb- oder Lieblingsstücke begutachten und schätzen. Darunter fallen unter anderem Gemälde, Grafiken, Skulpturen, Glas, Porzellan, Keramik, Kunstgewerbe, Kunsthandwerk, Möbel, Bücher und Uhren. Die Eigentümer der interessantesten Stücke oder deren Vertreter werden zu den Folgen der Sendung eingeladen, erfahren aber auch erst dann den Wert ihrer Stücke, damit vor der Kamera gezeigte Gefühle, wie zum Beispiel Freude oder Enttäuschung, auch echt sind.
Die meisten Folgen wurden in Schloss Reinbek aufgezeichnet. Gedreht wurde in Reinbek immer mehrere Tage hintereinander, wobei pro Tag acht Expertengespräche festgehalten wurden. Teilweise wurden für diese Folgen Teile auch an anderen Orten gedreht, wenn zusätzlich zum Beispiel Verwandte der Künstler besucht wurden, zum Thema passende Museen oder Orte, wie zum Beispiel das Lübecker Museum Behnhaus Drägerhaus, das Bremer Gerhard-Marcks-Haus oder der große Festsaal des Hamburger Rathauses. Auch Sammlungen, Herstellungsorte, ehemalige Wohnorte der Künstler wurden besucht, wie zum Beispiel das ehemalige Haus des Hamburger Malers Ernst Eitner in Hamburg-Hummelsbüttel, aber auch gemalte Orte gezeigt, wie zum Beispiel das Rokoko-Gartenhaus in Nettetal-Kaldenkirchen.
Einige Objekte wurden in Folgen der Sendung direkt vor Ort begutachtet, wie zum Beispiel 2018 eine Stahltruhe aus der Renaissance in der Kieler Stephanuskirche im Rahmen der Aktion Wir bei Euch – Wünsch Dir Deinen NDR. Einige Folgen wurden aber auch gänzlich an anderen Orten gedreht, wie zum Beispiel im Museumsdorf Volksdorf oder in der Hamburger Kunsthalle. Im Schloss Ritzebüttel in Cuxhaven wurde eine Folge während der Kunstsprechstunde gedreht.
Wegen der COVID-19-Pandemie fand die letzte Kunstsprechstunde am 16. August 2020 im Reinbeker Schloss unter Einhaltung der Corona-Schutzvorschriften statt.
Die letzten Aufzeichnungen der Sendung fanden Mitte September 2020 im Schloss Reinbek statt. Neben der Moderatorin Janin Ullmann standen auch bei den Dreharbeiten der letzten Folge ihre Vorgängerinnen Susanne Reimann und Ann-Katrin Schröder vor der Kamera, um sich mit ihr gemeinsam von den Zuschauern der Sendung nach fast 500 Folgen Lieb & Teuer zu verabschieden. Die Ausstrahlung der letzten Folge erfolgte am 7. Februar 2021.

## Versteigerte Exponate (Auswahl)

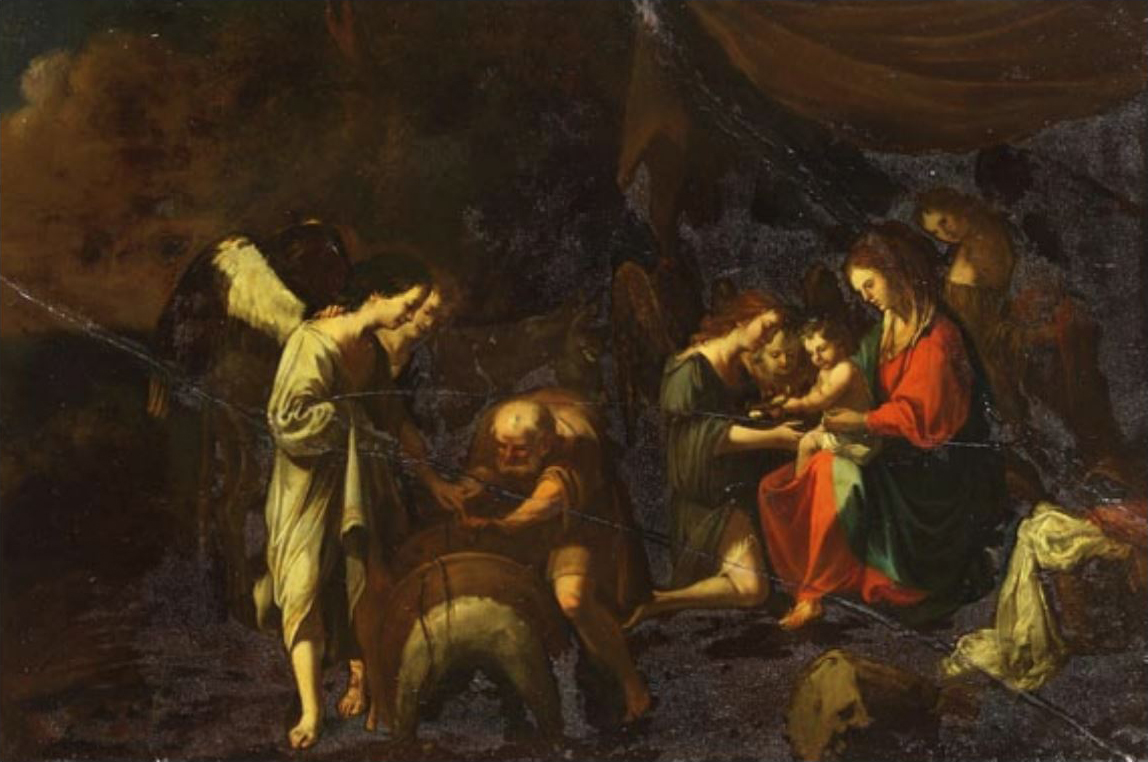
Die Vorbereitung zur Flucht nach Ägypten

- Im Bettkasten eines für 150 Euro auf einem Flohmarkt von ihr erstandenen Schlafsofas fand eine Berliner BWL-Studentin zuhause ein Ölgemälde, das auf der Rückseite den Namen Adam Elsheimer trägt und auf Schiefer gemalt wurde. Der Schiefer ist fest auf Holz aufgelegt. Das Tafelbild hat die Maße 39 × 26 cm. In einer Folge der Sendung im Jahre 2007 ergab die Expertise der Gemälde-Expertin Barbara Guarnieri jedoch, dass es kein Werk von Adam Elsheimer sei, sondern ein Bild aus dem Umkreis des venezianischen Künstlers Carlo Saraceni. Es soll zwischen 1605 und 1610 entstanden sein und trägt den Titel Die Vorbereitung zur Flucht nach Ägypten. Die Bezeichnung auf der Rückseite geht vermutlich auf eine falsche Zuschreibung aus dem 19. Jahrhundert zurück. Barbara Guarnieri sagte in der Folge, dass der Startpreis in einer Auktion bei rund 6.000 bis 7.000 Euro liegen könnte. Die Studentin lieferte das Gemälde beim Hamburger Auktionshaus Ketterer Kunst ab, um es versteigern zu lassen. Die Schätzung des Auktionshauses lag bei 5.000 Euro. Bei der Auktion vom 27. Oktober 2007 erfolgte dann der Zuschlag bei 19.200 Euro.[12][13]

- Eigentlich wollte Carsten Busse aus Reinbek und zwei weitere Familienmitglieder als Erben den ganzen geerbten Inhalt einer Wohnung entsorgen, doch dann entschied er sich, die Gegenstände zu fotografieren und bei eBay zu verkaufen. Als ein angereister Kunsthändler ihm für zwei Ölgemälde 5.000 Euro bot, wurde er stutzig und lehnte ab. Eine Woche später bot der Händler 20.000 Euro für beide Gemälde, die wieder abgelehnt wurden, weil die Erbengemeinschaft sich entschied, die Bilder erst mal schätzen zu lassen. 2008, in einer Kunst-Sprechstunde im Schloss Reinbek, stellte die Gemälde-Expertin Barbara Guarnieri fest, dass es sich bei den beiden Gemälden um etwas Besonderes handeln müsse, doch vor dem Dreh der eigentlichen Folge der Sendung wollte sie üblicherweise nichts verraten. Beide Gemälde sind zwei Veduten von Venedig. Die Gemälde-Expertin Barbara Guarnieri stufte beim Dreh eines der Gemälde als ein Werk aus der Mitte des 18. Jahrhunderts aus der Werkstatt des Bernardo Bellotto ein, der sich wie sein Onkel und Lehrer Giovanni Antonio Canal auch Canaletto nannte. Das zweite Bild wurde von ihr als eine Kopie im Stile Canalettos aus dem 19. Jahrhundert eingestuft. Der jeweilige Wert der Gemälde wurde von ihr auf etwa 45.000 und 15.000 Euro geschätzt (zusammen 60.000 Euro). Die Erbengemeinschaft entschied sich, auf Vermittlung Guarnieris, die Gemälde im September 2008 bei einem Schweizer Auktionshaus in Zürich zu versteigern (möglicherweise Koller Auktionen[14]), die dort für umgerechnet 130.000 und 97.000 Euro (zusammen 227.000 Euro) ersteigert wurden.[15][16][17]

- Einem Mann aus Ostfriesland wurden von einem Händler für ein Porzellanbild aus der Königlichen Porzellan-Manufaktur Berlin 800 Euro geboten. Eigentlich sei es 1.000 Euro wert, aber er müsse ja auch noch verdienen, war des Händlers Aussage. Der Mann aus Ostfriesland lehnte ab. Später stellte er es in einer Folge der Sendung Lieb & Teuer im Reinbeker Schloss vor und ließ es dort von dem Experten Wilhelm Hornbostel schätzen. Dieser meinte, dass er es nicht unter 20.000 Euro abgeben solle. Als der Ostfriese das Porzellanbild 2013 dann bei einer Auktion von Sotheby’s in London versteigern ließ, erzielte es umgerechnet etwa 27.000 Euro.[18]

- Die ausgestrahlte Folge vom 18. November 2018 beinhaltete unter anderem einen Besuch der Moderatorin Janin Ullmann und des Experten, dem Antiquar Daniel Schramm, bei der ehemaligen Autogrammjägerin Monika Lühr in Hamburg-Osdorf. Diese trug in den Jahren 1954 bis 1965 als Schülerin und junge Frau etwa 600 Autogramme von Stars, die sich zu der Zeit in Hamburg aufhielten, in 16 Alben und Heften zusammen. Die Hefte und Alben beinhalten zudem auch Widmungen und einmalige Fotos, die Monika Lühr von einigen Stars selbst schoss. Orte der Begegnungen mit den Stars waren neben anderen zum Beispiel vor dem Hotel Vier Jahreszeiten, dem Hotel Atlantic und dem Hotel Bellevue. Der Antiquar schätzte den Wert der Sammlung auf 1.000 bis 4.000 Euro, fügte aber hinzu, dass bei einer Versteigerung für einen guten Zweck auch das Doppelte erzielt werden könne. Lühr ließ die 16 Hefte und Alben im Rahmen der Spendenaktion Hand in Hand für Norddeutschland des NDR zugunsten an Demenz erkrankter Menschen von der Hörfunkwelle NDR 90,3 im Internet versteigern. Das Höchstgebot von 7.099 Euro erzielte am 13. Dezember 2018 Günther Möller, Chef der Taxi Hamburg 6×6 GmbH & Co. KG. Die handgeschriebenen Autogramme, zum Teil auf Fotos, Autogramm- oder Konzertkarten, waren unter anderen von Mario Adorf, Wolf Albach-Retty, Hans Albers, Lale Andersen, Ingrid Andree, Louis Armstrong, Siegfried Arno, Josephine Baker, Harry Belafonte, Werner Bergengruen, Leonard Bernstein, Maria Callas, Eddie Constantine, Sammy Davis Jr., Marlene Dietrich, Lawrence Durrell, Ida Ehre, Duke Ellington, Hansjörg Felmy, Ella Fitzgerald, Helga Franck, Gert Fröbe, Cornelia Froboess, Joachim Fuchsberger, Götz George, Benny Goodman, Robert Graf, Gustaf Gründgens, Johannes Heesters, Paul Hindemith, Alfred Hitchcock (mit skizziertem Selbstporträt), William Holden, Adrian Hoven, Paul Hubschmid, Rock Hudson, Ulla Jacobsson, Walter Janssen, Herbert von Karajan, Franziska Kinz, Hildegard Knef, Marianne Koch, Peter Kraus, Hans-Joachim Kulenkampff, Zarah Leander, Rolf Liebermann, Sophia Loren, Shirley MacLaine, Inge Meysel, Elisabeth Müller, Vanja Orico (1931–2015), Liselotte Pulver, Will Quadflieg, Freddy Quinn, Ernst Reinhold, Heinz Rühmann, Maximilian Schell, Martin Schenkel, Max Schmeling, Romy Schneider, Emmerich Schrenk, Albert Schweitzer, Soraya Esfandiary Bakhtiary, Igor Strawinsky, Caterina Valente, Carl Voscherau, Sybil Werden und Carl Zuckmayer.[19][20][21]

## Lieb & Teuer Extra
Die Sendung Lieb & Teuer Extra weicht etwas von dem eigentlichen Konzept von Lieb & Teuer ab. Am 20., 27. Juli und 10. August 2008 wurden zum Beispiel als Sommerspezial drei Folgen gezeigt. In der Folge vom 20. Juli reiste die Moderatorin Ann-Katrin Schröder mit einem silbergrauen Citroën DS durch das Osteland, um zusammen mit dem Uhrenexperten Bernd Schmoller Zuschauer und Sammler mit besonders originellen Uhren zu besuchen. Eine Turmuhr war ebenfalls dabei. Besuchte Orte waren Osten, Oberndorf, Himmelpforten, Gräpel und die Großenwördener Kirche. Gedreht wurde auch auf der Ostefähre Gräpel und der Schwebefähre Osten–Hemmoor. Die Folge vom 20. Juli war zugleich die erste Folge von Lieb & Teuer mit der Moderatorin Ann-Katrin Schröder, die die vorherige Moderatorin Susanne Reimann ablöste. Am 27. Juli und 10. August drehte es sich als Thema jeweils um Silber und um Industrieprodukte.
Am 11. Januar 2009 wurde eine Extrasendung von Lieb & Teuer ausgestrahlt, in der Prominente zuhause besucht wurden, die ihre Familienstücke und Flohmarktschnäppchen dem Kunstexperten Stephan Schwarzl und der Moderatorin Ann-Katrin Schröder präsentierten. Gezeigt wurden von der ehemaligen  Ministerpräsidentin von Schleswig-Holstein Heide Simonis ein Flomarktschnäppchen, von Tenor René Kollo ein Erinnerungsstück aus einer Opernaufführung, von Kabarettist Horst Schroth ein Spielzeug, von Musiker Michy Reincke ein Globus und von Gutsherr Enno Freiherr von Ruffin (ehemaliger Ehemann der Sängerin Vicky Leandros und Vater der Schauspielerin Sandra von Ruffin) ein Gemälde aus seiner Familiengeschichte auf Gut Basthorst.

## Lieb & Teuer: Wer bietet mehr?
Vom 16. bis einschließlich 18. Mai 2019 wurden vier Sondersendungen mit dem Titel Lieb & Teuer: Wer bietet mehr? auf dem Rittergut Remeringhausen im niedersächsischen Stadthagen aufgezeichnet, die in einer Zusammenarbeit des NDR und der Bavaria Entertainment GmbH entstanden. Janin Ullmann, die seit 2014 Lieb & Teuer allein moderierte, erhielt Unterstützung durch Hubertus Meyer-Burckhardt. Die Redaktion übernahm Andreas Gerling. Die Executive Producerin war Andrea Partscht, der Producer Stefan Manke und der Produktionsleiter Ralph Breuer.
Eigentümer von antiken Objekten, oder deren Vertreter, konnten diese nicht nur, wie bei Lieb & Teuer üblich, durch eine ausführliche Expertise schätzen lassen, sondern auch anschließend vor Ort versteigern. Zu diesem Zweck waren vier professionelle Händler anwesend, die Objekte für die Auktion auswählten. Nur die ausgewählten Objekte wurden den eingeladenen Zuschauern vorgestellt, die dann, wie die Händler selbst, mitbieten konnten. Die vier Händler in den ersten beiden Sondersendungen waren Birgit Rieck vom Antikhandel und Restaurationsbetrieb Die Kommode in Stuhr bei Bremen, Stefan Ostendorf von zeitlos Antiquitäten in Hamburg-Blankenese, Frank Schnürpel von Zeitlos Hamburg und Bernsteinbörse Hamburg in Hamburg-Wandsbek sowie Wilhelm Peter von Antik & Art aus Hannover.
Die vier Sondersendungen wurden am 9. und 10. Juni sowie am 28. und 29. Dezember 2019 ausgestrahlt.

## Moderatorinnen
- Susanne Reimann (2001–2008)[37]
- Ann-Katrin Schröder (2008–2014)[38]
- Janin Ullmann (31. August 2014–2021), vor ihrer Heirat 2016 als Janin Reinhardt

## Experten (Auswahl)
- Markus Bertsch, Kunsthistoriker, 2009–2012 wissenschaftlicher Mitarbeiter und Ausstellungskurator der Hamburger Kunsthalle, 2012–2014 Direktor des Mittelrhein-Museums Koblenz, seit 2014 Leiter der Galerie des 19. Jahrhunderts der Hamburger Kunsthalle – Gemälde
- Christiane Blumenthal, Kunsthistorikerin, Mitgeschäftsführerin des Auktionshauses City Nord in Hamburg[39] – Kunsthandwerk, Kunstgewerbe (Glas, Porzellan, Keramik, Puppen)
- Stefan Brenske, Inhaber der Ikonengalerie Brenske Gallery in München[40] – Ikonen
- Claus Clément, Künstler, Kunstverleger und Kunstsammler – Experte für von ihm verlegte Kunst (eine Bronzebüste von Paul Wunderlich, die Horst Janssen darstellen soll)
- Melanie Dankbar-Schwarzl – Gemälde
- Maren Gierth (* 13. August 1965; † 30. März 2012 in Hamburg) (bis 2012), bis 2012 Hamburger Antiquarin beim Auktionshaus Ketterer Kunst[41][42][43] – Antiquarische Bücher
- Barbara Guarnieri (seit 2001), Hamburger Repräsentantin des Auktionshauses Ketterer Kunst für sechs Länder[44][45] – Gemälde
- Karl Henning, Inhaber der Galerie ZEN art in Hamburg – Asiatika (Kunst und Kunsthandwerk aus Asien)
- Wilhelm Hornbostel (seit 2001), Kunsthistoriker, ab 1973 Leiter der Antikensammlung und von 1988 bis 2008 Direktor des Museums für Kunst und Gewerbe Hamburg – Kunsthandwerk, Kunstgewerbe (Glas, Porzellan, Möbel, Skulpturen)
- Daniel Koep, Kunsthistoriker, Ausstellungskurator der Hamburger Kunsthalle und Senior-Kurator des Gemeentemuseum Den Haag – Gemälde
- Ute Ina Kroll, als Ute Ina Gawenda, Kunsthistorikerin
- Heike Lieske, Kunsthistorikerin
- Marcus Oertel, freiberuflicher Kunsthistoriker, unabhängiger Kunstberater und Kunstvermittler[46] – Asiatika
- Dorothée Rather (seit 2001), Kunsthistorikerin, Mitgeschäftsführerin des Auktionshauses City Nord in Hamburg – Kunsthandwerk, Kunstgewerbe (Glas, Porzellan, Spielzeug)
- Beate Rhenisch, Kunsthistorikerin und Kunstsachverständige – Gemälde, Grafiken
- Wolfgang Schepers, Kunsthistoriker, von 1999 bis 2014 Direktor des Museums August Kestner – Kunsthandwerk, Kunstgewerbe (Porzellan, Keramik)
- Bernd Schmoller, 1981–2011 Inhaber eines Ladens für antike Uhren in Hamburg[47] – Uhren, Messgeräte, optische und historische Instrumente
- Daniel Schramm (seit 2012), Inhaber des Antiquariats und Auktionshauses Schramm in Kiel[48] – Antiquarische Bücher, Grafiken
- Stephan Schwarzl, Kunsthistoriker, Senior-Underwriter der Kunstversicherung Helvetia artas der Helvetia Versicherungen[49] – Kunsthandwerk, Kunstgewerbe (Silber, Skulpturen, Schmuck und anderes)
- Eduard Schwen, Geigenbaumeister, Inhaber der Geigenbau Winterling GmbH in Hamburg – Geigen
- Ariane Skora (seit 2005), Hamburger Kunsthistorikerin und Kunstsachverständige für Malerei und Druckgrafik, tätig für verschiedene Auktionshäuser, Galerien, Museen und Privatsammler[50] – Gemälde, Grafiken
- Andreas Stolzenburg, Leiter des Kupferstichkabinetts der Hamburger Kunsthalle – Grafiken
- Olga Sugrobova-Roth, Kunsthistorikerin, Expertin für russische und osteuropäische Kunst beim Auktionshaus Dorotheum in Düsseldorf[51] – Expertin für russische Kunst

Experten als Gäste (Auswahl)
- Andreas Mietzsch als Experte für den Bildhauer Paul Egon Schiffers (Sendung vom 8. September 2019)
- Christoph H. Seibt von der Gesellschaft der Freunde Thomas Herbsts (Sendung vom 9. Dezember 2018, aufgenommen im Kupferstichkabinett der Hamburger Kunsthalle)

## Stab (Auswahl)
- Marina Bartsch-Rüdiger, Redaktion (seit 2001)
- Renate Jacob, Redaktion
- Christoph Bungartz, Redaktionelle Leitung
- Anja Reingold, Produktionsleiterin
- Marian Moik, Produktionsleiterin

## Bildende Künstler (Auswahl)

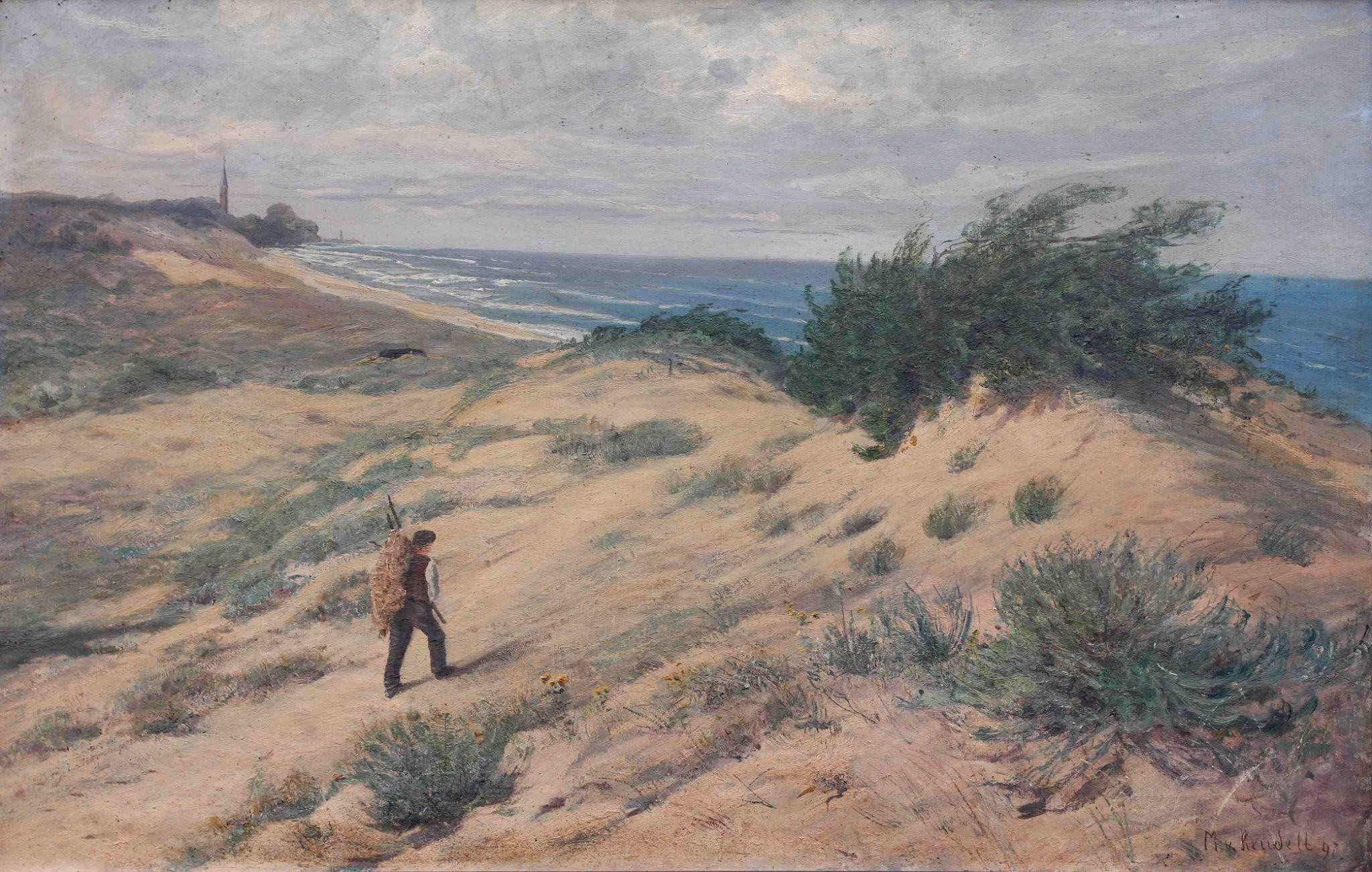
Marie von Keudell (1838–1918), Pommersche Küste bei Bauerhufen mit Blick auf Sorenbohm, 1897

Einige Maler und Grafiker, deren Werke in den Sendungen gezeigt, besprochen und geschätzt wurden, waren unter anderen Julius Adam, Hans Friedrich Baasch, Hans Bachmann, Luciano Baldessari, Ernst Barlach, Emil Bartoschek, Gaetano Battaglia (1850–1885), Adolf Baumgartner, auch Adolf Baumgartner-Stoiloff alias Constantin Stoiloff (1850–1924), Bernd Bauschke (1889–1957 oder 1973), Theodor Becher (1889–1948), Adolph Behrens (1865–1914), Bernardo Bellotto, Richard Birnstengel, Bruno Blätter (* 1870), Eduard Boehm (1830–nach 1900), Heinrich Blunck (1891–1963), Wilhelm Brandenburg, August von Brandis, Wilhelm Bröker, Erich Büttner, Edward Theodore Compton, Ko Cossaar (Jacobus Cornelis Wijnandus Cossaar, 1874–1966), Karoly Csúzy (1843–1911), Henri Doucet, Achim Duchow, Harald Duwe, Ernst Eitner, Hermann Eschke, Theodore Lux Feininger, Carl le Feubure, Eugène Fichel, Gino von Finetti, Domenico Forlenza (1880–1934) (oder Eduardo Forlenza (1861–1934)), René Francillon, Célestin François (1787–1846), Camilla Friedländer, Ernst Frommhold, Fritz Fuhrken, Klaus Fußmann, Paul Emil Gabel, Botho von Gamp, Karl Gatermann d. Ä., Paul René Gauguin (1911–1976, Sohn von Pola Gauguin und Enkel von Paul Gauguin), Oskar Gawell, Friedrich Otto Georgi, Achille Glisenti (1848–1906), Ablade Glover (* 1934), Konstantin Gorbatov, Günter Grass, HAP Grieshaber, Curt Victor Clemens Grolig, Henry Gundlach (1884–1964), Louis Gurlitt, Friedrich Phillip Anton Franz von Guttenberg (1770–1847), Wenzel Hablik, Hans Haffenrichter, Otto Hamel, Guido Hampe, Karl von Hampeln (Charles de Hampeln), Johann Hamza, Niels Christian Hansen, Karl Hauptmann, Adolf Henning (Kopie nach seinem Porträt der Wilhelmine Schröder-Devrient), Thomas Herbst, Joseph Highmore (Kupferstichserie Pamela von Louis Truchy (1731–1764) und Guillaume Philippe Benoist (1725–1770) in seinem Auftrag nach seinen Gemälden), Walther Hoeck (Das brennende Braunschweig, die Version, die jahrelang im Städtischen Museum Braunschweig als Leihgabe hing, an die Eigentümer zurückgegeben wurde und am linken unterem Rande des Gemäldes mit Der Morgen des 15. Okt. 1944 betitelt ist), Engel Hoogerheyden (1740–1807), Tom Hops, Franz Johann Wilhelm Hünten, Friedensreich Hundertwasser, Arthur Illies, Harald Illies (1911–1985, Sohn von Arthur Illies), Feodor Iwanowitsch, Antonio Jacobsen (1850–1921), Hans Werner Jacobsen (1871–1925), Horst Janssen, Alfred Jensen, Henrik Jespersen (1853–1936), Marie von Keudell (1838–1918), Mikhail Ivanovich Khmelko (1919–1996), Eduardo Kingman, Alexander Kircher, Herbert Kirchhoff, Johanna Kirsch (1856–nach 1909), Theodor Kleehaas, Hans Klohss (1879–1954), Georg Knorr, Steffen Köpf (* 1947), Alexander Koester, Paul Koken, Franz Kops, Wilhelm Kuhnert, Wilhelm Laage, Ambrosius Lamm, Klara Langen, Jan Laß, Lefranc (Porzellanmaler), Friederike Leisching, Ernst Liebermann, Hermann Linde, Mila von Luttich, Eduard Magnus, Christian Mali, Lothar Malskat, Else Meidner, Felix Meseck, Kurt Meyer-Eberhardt, Friedrich Eduard Meyerheim, Paul Friedrich Meyerheim, Friedrich Mißfeldt, Jean Möhren, Fritz Moeller-Schlünz, József von Molnár, Anders Montan, Willy Moralt, Paul Müller-Kaempff, Franz Nechutny (1800–1900), Friedrich Nerly, Emil Nolde, Hugo Oehmichen, Carl Offterdinger, Hans Olde, Emil Orlik, Paul Paeschke, Bendix Passig, Giovanni Battista Piranesi, Moritz Pläschke, Victor von Plessen, Hans Purrmann, Rembrandt van Rijn, Fritz Reusing, Karl Heinz Richheimer (1920–1993), Emma Ritter, Heinrich Röhr (1871–1946), Christian Rohlfs, Victor von Ruyter (* 1870), Giuseppe Sacheri (1863–1950), Hans Schaffrath, Julius Scheuerer, I. Schkljaruk, Carl Schleicher (1825–1903), Senaka Senanayake (* 1951), Bartholomäus Seuter (Motive nach Johann Gregorius Höroldt), Julius Simmonds, Heinrich Sperling, Albert Stagura (1866–1947), Georg Christoph Steudner (Kupferstiche nach Radierungen von Paul Decker), Friedrich Stöffler (auch Stoeffler), Max Streckenbach, Jacob Sturm, Hans Nicolai Sunde, Alexander von Szpinger, Alfred Teichmann, Otto Thiele, Hans Tombrock, Carl Triebel, August Trümper, Utagawa Kuniyoshi, Hugo Vogel, Heinrich Vogeler, Cornelius Wagner, Magnus Weidemann, Else Wenz-Viëtor, Pascha Johann Friedrich Weitsch, Helmuth Westhoff, Otto Wild, Georg Wolters, Johannes Wüsten, Alfred Ziethlow (1911–2003) und Walter Zille (1891–1959, Sohn von Heinrich Zille).
Aus einem Gästebuch des ehemaligen Hotels Zum weißen Schwan in Lauenburg/Elbe, in dem sich ca. 50 bis 70 Künstler malerisch, zeichnerisch und teilweise schriftlich verewigten, wurden am 3. Februar 2019 Beiträge von Friedrich Kallmorgen, Fritz Lehmann (1879–1963), August Eduard Schliecker, Max Uth und Philipp Zeltner gezeigt.
Einige Bildhauer, Modelleure oder Entwerfer von Werken, die in den Sendungen gezeigt, besprochen und geschätzt wurden, waren unter anderen Henri Allouard, Peter Behrens, Roland Brice (1911–1989), Margret Joy Flinsch Buba (1904–1998), Anton Büschelberger, Guido Cacciapuoti (1892–1953), Joseph Chéret, Fritz Christ, Johann Degen, Alfred Dubucand, Johann Friedrich Eberlein, Richard Engelmann, Max Esser, Émile Gallé, August Wilhelm Goebel, Karlheinz Goedtke, Vassili Grachev (1831–1905), Bernhard Hoetger, Hermann Hundt, Albert Hinrich Hussmann, Georg Arthur Jensen, Johann Joachim Kändler, Theodor Kerner (1884–1966), Richard Kissling, Wilhelm Krieger, Rudolf Küchler, Ferdinand Liebermann, Josef Lorenzl, Kasimir Sewerinowitsch Malewitsch (Kanne mit zwei Tassen), Gerhard Marcks, Galeazzo Mondella (Kopien seiner Arbeiten), Georges Morin, Karl Nieschlag, Josef Pallenberg, Pablo Picasso (Keramikteller), Fini Platzer (1913–1993), Otto Poertzel, Ferdinand Preiss, Carl Christoph Punct, Joseph Rammersberger (Weißdreher), Etha Richter, Karl Röhrig, Johann Christof Rombrich, Philipp Rosenthal, Peter Scherer (Weißdreher), Paul Egon Schiffers, Karl Friedrich Schinkel, Johann Carl Schönheit, Victor Seifert, Johann Baptist Stahl, Eduard Stellmacher (1868–1945, Amphora-Werke), Arthur Storch, Alexander Struck (1902–1990), Wilhelm Süs, Charles Robinson Sykes (1875–1950), Zoltan Székessy, Sano Takachika, Carl Johann Tegelstein (1798–1852), Karl Tutter, Rudolf Uffrecht (1840–1906), Henry van de Velde, Claire Volkhart, Paul Walther (1876–1933), Wilhelm Warmuth, Heinrich Wilhelm Wendel (1722–1789), Sigismund Wernekinck (1872–1921) und Paul Wunderlich.